# Рокафорте Лигуре
Рокафорте Лигуре (итал. Roccaforte Ligure) је насеље у Италији у округу Алесандрија, региону Пијемонт.
Према процени из 2011. у насељу је живело 26 становника. Насеље се налази на надморској висини од 708 м.

## Становништво
| 1931. | 1936. | 1951. | 1961. | 1971. | 1981. | 1991. | 2001. | 2011. |
| ----- | ----- | ----- | ----- | ----- | ----- | ----- | ----- | ----- |
| 553   | 530   | 421   | 305   | 240   | 182   | 167   | 167   | 154   |